# 卢简方
卢简方（？—878年），唐朝官员。
卢钧镇守太原时，上表举荐他为节度府判官。当时党项羌叛唐，卢钧派卢简方督军防御边境，沿河查看地形，采集树木修造堡垒，从神山至鹿泉县，绵延三百里，阻遏要冲，党项羌不得驰骋，唐军候侦察巡逻也很方便。后来担任江州刺史、大同军防御使，在大同军大开屯田，屯田练兵演习，沙陀畏服。擢升为义昌军节度使，入朝拜为太仆卿，领大同军节度使。很长时间后，改任振武军节度使，途中在岚州病卒。